# Lissonota fletcheri
Lissonota fletcheri là một loài tò vò trong họ Ichneumonidae.